# تحت ظلال السيوف (مسلسل)
تحت ظلال السيوف هو مسلسل ديني تاريخي من إنتاج مصري يتناول فترة حياة الرسول محمد ﷺ ثم ما أعقبها من حروب الردة. يركز المسلسل على الصحابي ضرار بن الأزور الذي لعب دوره الممثل عبد الله غيث.

## البطولة
| - عبد الله غيث: ضرار بن الأزور - ليلى طاهر: سجاح بنت الحارث - إيمان الطوخي: "سهية" - حسن حسني: - حسين الشربيني: "دعثور" - أحمد ماهر: "زفر" - حمزة الشيمي: طليحة بن خويلد الأسدي - عهد نعمت: خولة بنت الأزور - إبراهيم يسري: "زرياب" - زيزي مصطفى: جارية ضرار - يسري مصطفى | - إسلام فارس - إنعام الجريتلي: شقيقة طليحة بن خويلد الأسدي - سامح السيد: ابن "ضرار" و"سهية" - عبد الغني ناصر - ناصر سيف: ابن "زفر" و"سهية" - عزة لبيب: بنت "ضرار" و"سعدة" - محيي الدين عبد المحسن - سهير طه حسين: "سعدة" جارية "سهية" - عادل أمين - فاروق يوسف - عبد العزيز غنيم | - محمد الشويحي - أبو الحسن سلام - إبراهيم وجدي - هدى عيسى: والدة "سعدة" - علي الزفتاوي - فاروق سليمان - رضا الجمال - عمر ناجي - لطفي عبد الحميد - محمود السيد - محمد ولاء الدين | - رشوان سعيد - صفاء لطفى - علي عزب - حمدي شرف الدين - محمد الدفراوي: والد "سهية" - إحسان القلعاوي: والدة "سهية' - عبد الغفار عودة - عبد الرحمن الخريجي: خالد بن الوليد - محمد إسماعيل: مسيلمة الكذاب - ثروت رضوان: عكرمة بن أبي جهل |

### إداريون
| - عبد السلام أمين: قصة وسيناريو وحوار - سعيد الرشيدي: مخرج - عادل القشيري: المخرج المنفذ - حسام العزازي: مخرج مساعد - جمال الرشيدي: مخرج مساعد - علي بهادر: مدير التصوير - محمود زهدي: مدير التصوير - أشرف سالم: مونتير فيديو | - مدحت بهجت: مونتاج إلكتروني - حسن صفافة: مهندس الصوت والمكساج - أحمد رياض العريان: منتج منفذ - علاء كامل الغيطاني: إدارة الإنتاج - سامية عبد العزيز: تصميم الأزياء - شيرين أنور: مساعد ماكيير - محمد عبد الوهاب: كوافير | - أحمد رأفت: مساعد ماكيير - يوسف طه: ماكيير - عبد العظيم عويضة: الموسيقى التصويرية والألحان - عبد السلام أمين: أشعار - بدر تيسير: مهندس الديكور - مدحت بهجت: تصميم المقدمة - رياض العريان: الإشراف الفني العام |